# Referencyjne wartości spożycia

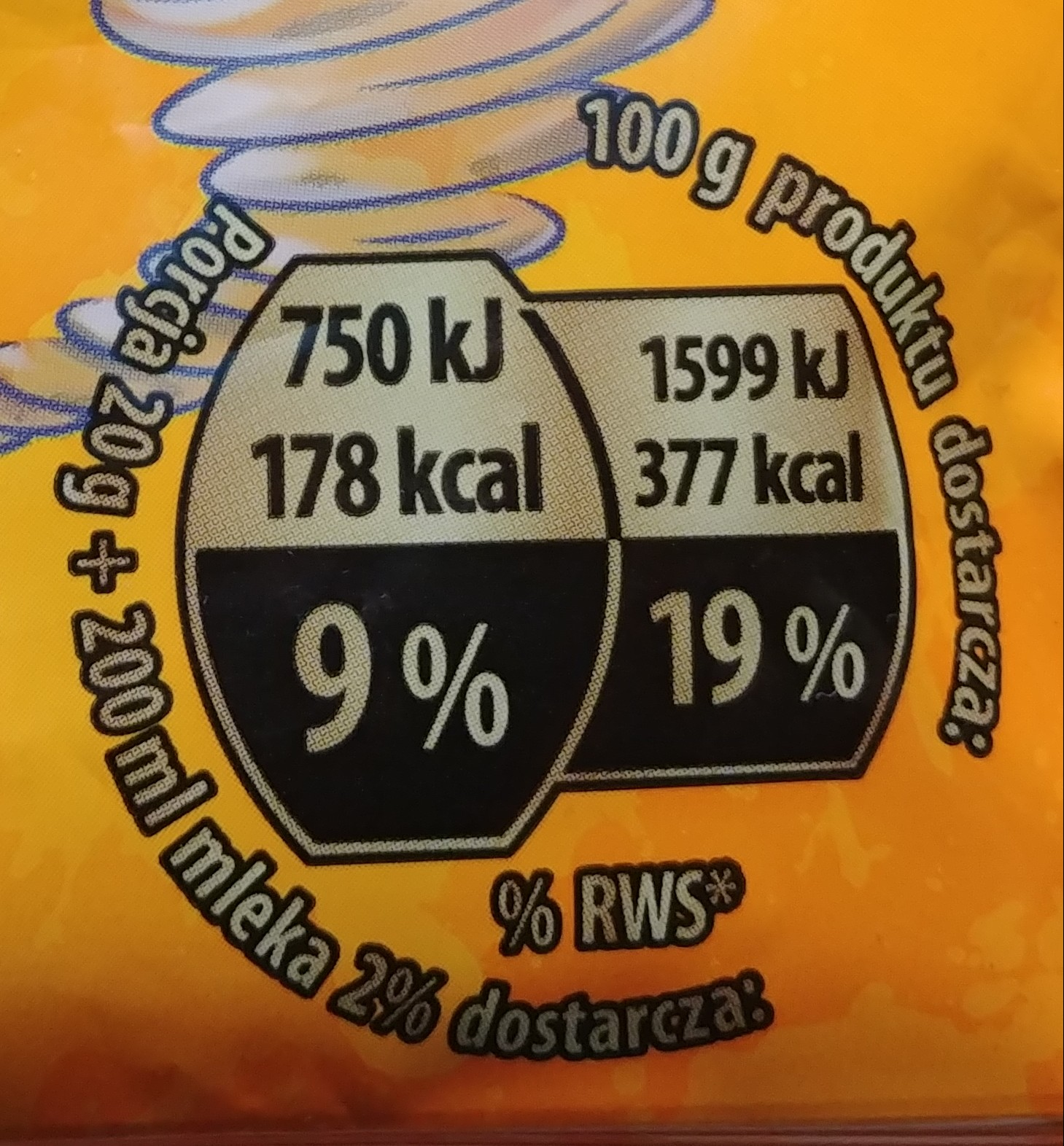
Opakowanie napoju instant zawierające na froncie % RWS

Referencyjne wartości spożycia (RWS) – dobrowolne, graficzne, orientacyjne oznaczenie wartości energetycznej i odżywczej danego produktu. Oznaczenie to zwykle jest umieszczane na froncie opakowania (w głównym polu widzenia) tak, aby konsument od razu mógł je zobaczyć. Ikona oznaczenia jest jednolita, a jej barwa zwyczajowo nie zawiera koloru czerwonego, pomarańczowego, zielonego, aby uniknąć skojarzenia z systemami oznaczeń typu "traffic lights". Referencyjna wartość spożycia podawana jest najczęściej w przeliczeniu na porcję produktu.
Pojęcia referencyjne wartości spożycia RWS i wskazane dzienne spożycie (ang. guideline daily amounts GDA) nie są synonimami. Termin „referencyjna wartość spożycia” nie sugeruje zaleceń żywieniowych, w przeciwieństwie do terminu „wskazane”. Przykładowo konsumenci nie powinni sądzić, ze codzienne spożycie 20 g nasyconych kawasów tłuszczowych jest minimalną ilością niezbędna dla zachowania zdrowia, ponieważ zalecenia żywieniowe potwierdzające tę tezę nie istnieją.
System znakowania RWS został opracowany i zestandaryzowany przez Europejską Federację Przemysłu Spożywczego FoodDrinkEurope (FDE) do 2011 r. funkcjonującą pod nazwą Confédération des Industries Agro-Alimentaires de l'Union Européenne (CIAA). W miarę możliwości zostały zaadaptowane zalecenia wynikłe z badań EUDRODIET, projektu finansowanego przez Komisję Europejską, którego celem jest opracowanie naukowo opracowanych ogólnoeuropejskich zaleceń żywieniowych jako podstawy europejskiej polityki żywieniowej i zdrowotnej. Ponieważ EURODIET nie określał wartości orientacyjnych w stosunku dla dostaw energii, grupa robocza CIAA sama określiła wartości orientacyjne w tym zakresie.
W Polsce dobrowolnym programem znakowania wartością odżywczą RWS kieruje Federacja Producentów Żywności.
Ideą wprowadzenia tego oznaczenia było przeświadczenie, że forma tabelaryczna, w której wartość odżywcza jest podawana w przeliczeniu na 100 g jest mało czytelna i użyteczna dla konsumenta podczas szybkich zakupów, zwłaszcza jeśli porcja spożywanego produktu jest znacznie mniejsza lub większa.
Referencyjne wartości spożycia to przeciętna ilość składników odżywczych, które powinny być spożywane przez większość osób w ciągu doby. RWS odpowiada zapotrzebowaniu na składniki odżywcze przeciętnej kobiety o zapotrzebowaniu energetycznym 2000 kcal. Ponieważ populacja ludzka jest bardzo zróżnicowana pod względem m.in. wagi ciała, wzrostu, płci i aktywności fizycznej, wartość RWS jest informacją jedynie orientacyjną.
% RWS informuje w przybliżeniu przeciętnego konsumenta, ile porcji danego produktu zawierającą określoną ilość energii, tłuszczów, tłuszczów nasyconych, cukrów i soli może dostarczyć w ciągu doby w ramach zbilansowanej diety.

## Obliczanie
| Składnik odżywczy                                        | Energia % | Kobiety               | Mężczyźni               |
| -------------------------------------------------------- | --------- | --------------------- | ----------------------- |
| Energia                                                  | 100%      | 8374 kJ (= 2000 kcal) | 10 467 kJ (= 2500 kcal) |
| Tłuszcze                                                 | 30%       | 70 g                  | 80 g                    |
| w tym kwasy tłuszczowe nasycone                          |           | 20 g                  | 30 g                    |
| w tym kwasy tłuszczowe jednonienasycone                  |           | 34 g                  | 29 g                    |
| w tym kwasy tłuszczowe wielonienasycone                  |           | 16 g                  | 21 g                    |
| - kwasy tłuszczowe Omega - 6                             |           | 14 g                  | 18 g                    |
| - kwasy tłuszczowe Omega - 3                             |           | 2,2 g                 | 2,7 g                   |
| Kwas α-linolenowy                                        |           | 2,0 g                 | 2,5 g                   |
| Kwas eikozapentaenowy (EPA)/ Kwas dokozaheksaenowy (DHA) |           | 0,2 g                 | 0,2 g                   |
| Węglowodany                                              | 60%       | 270 g                 | 340 g                   |
| w tym cukry                                              |           | 90 g                  | 110 g                   |
| Błonnik                                                  |           | 25 g                  | 25 g                    |
| Białko                                                   | 10%       | 50 g                  | 60 g                    |
| Sól (sód)                                                |           | 6 g (2,4 g)           | 6 g (2,4 g)             |

| Witaminy         | RWS    | Składniki mineralne | RWS     |
| ---------------- | ------ | ------------------- | ------- |
| Witamina A       | 800 µg | Potas               | 2000 mg |
| Witamina D       | 5 µg   | Chlorek             | 800 mg  |
| Witamina E       | 12 mg  | Wapń                | 800 mg  |
| Witamina K       | 75 µg  | Fosfor              | 700 mg  |
| Witamina C       | 80 mg  | Magnez              | 375 mg  |
| Tiamina          | 1,1 mg | Żelazo              | 14 mg   |
| Ryboflawina      | 1,4 mg | Cynk                | 10 mg   |
| Niacyna          | 16 mg  | Miedź               | 1 mg    |
| Witamina B6      | 1,4 mg | Mangan              | 2 mg    |
| Kwas foliowy     | 200 µg | Fluorek             | 3,5 mg  |
| Witamina B12     | 2,5 µg | Selen               | 55 µg   |
| Biotyna          | 50 µg  | Chrom               | 40 µg   |
| Kwas pantotenowy | 6 mg   | Molibden            | 50 µg   |
|                  |        | Jod                 | 150 µg  |

Wartości procentowe zawsze są zaokrąglane w górę do liczb całkowitych.

## Etykieta RWS budzi kontrowersje
- W skład rzeczywistego wydatku energetycznego człowieka wchodzi: podstawowa przemiana materii, aktywność ruchowa, termogeneza, inne wydatki. Podstawowa przemiana materii jest różna w różnych grupach ludzi (dzieci, młodzież, kobiety w ciąży, matki karmiące, osoby starsze, chorzy itd.), zużycie energii wykazuje znaczne wahania w zależności od rodzaju aktywności np.: porównanie pracy robotnika budowlanego pracującego w temperaturze -5°C z pracą biurową. Niemieckie Towarzystwo Dietetyczne (DGE) krytykuje liczenie poboru energii jako niereprezentatywne[7].

- DGE również krytykuje wskazanie wartości procentowej, która nie wskazuje czy pożądana jest niska, czy też wysoka wartość. Ponadto DGE skarży się, że określenie wartości zalecanych nie zawsze odpowiada badaniom naukowym[7].

- Foodwatch opisuje etykietowanie RWS jako niezrozumiałą i wzywa do wprowadzenia systemu oznaczenia typu świateł drogowych[8].

- Footwatch nazywa EUFIC tubą propagandową międzynarodowych koncernów spożywczych i kwestionuje wiarygodność badań EUFIC oraz wskazuje, że jej istnienie ma na celu wywarcie wpływu na obecną procedurę legislacyjną, aby zapobiec wprowadzeniu w całej UE oznakowania środków spożywczych za pomocą sygnalizacji świetlnej, a nawet zakazać tego na poziomie krajowym[9].
- Krytykowany jest sposób szacowania wielkości porcji[10].
- Według UFC-Que Choisir (Francuska federacji konsumentów) „jest sprzeczny z interesem konsumentów, uniemożliwiając im porównywanie produktów"[11].